# Кампаньола-Эмилия
Кампаньола-Эмилия (итал. Campagnola Emilia) —  коммуна в Италии, в провинции Реджо-нель-Эмилия области Эмилия-Романья.
Население составляет 4900 человек, плотность населения составляет 204 чел./км². Занимает площадь 24 км². Почтовый индекс — 42012. Телефонный код — 0522.
Покровителями коммуны почитаются святые Гервасий и Протасий, празднование 19 июня.